# هانس أريكسون
هانس أريكسون (بالسويدية: Hans Eriksson)‏ (و. 1932 – 1971 م) هو لاعب هوكي الجليد سويدي، ولد في السويد، توفي في السويد، عن عمر يناهز 39 عاماً.

## روابط خارجية
- هانس أريكسون على موقع EliteProspects.com (الإنجليزية)
- هانس أريكسون على موقع Eurohockey.com (الإنجليزية)